# Michael Devaney
Michael Devaney (ur. 29 listopada 1984 w Dublinie) – irlandzki kierowca wyścigowy.

## Kariera
Devaney rozpoczął karierę w wyścigach samochodowych w roku 2001, od startów w Zimowych Mistrzostwach Formuły Renault, gdzie jednak nigdy nie zdobywał punktów. W późniejszych latach startował także w Formule BMW ADAC, Niemieckiej Formule 3, Brytyjskim Pucharze Porsche Carrera, A1 Grand Prix, Formule 3 Euro Series oraz w Brytyjskiej Formule 3. W Formule 3 Euro Series dołączył do stawki w 2009 roku podczas rundy na Circuit de Nevers Magny-Cours. Nie był jednak klasyfikowany.

## Statystyki
| Sezon     | Seria                                      | Zespół                | Wyścigi | Zwycięstwa | PP | NO | Podium | Punkty | Pozycja |
| --------- | ------------------------------------------ | --------------------- | ------- | ---------- | -- | -- | ------ | ------ | ------- |
| 2001      | Zimowe Mistrzostwa Formuły Renault         |                       |         | 0          | 0  | 0  | 0      | 0      | NS      |
| 2002      | Formuła BMW ADAC                           | Mamerow Racing Team   | 20      | 1          | 1  | 2  | 4      | 134    | 5       |
| 2003      | Formuła BMW ADAC                           | Team Rosberg          | 20      | 3          | 1  | 2  | 5      | 140    | 4       |
| 2004      | Niemiecka Formuła 3                        | JB Motorsport         | 18      | 2          | 1  | 1  | 6      | 175    | 4       |
| 2005      | Recaro Formel 3 Cup                        | HS Technik Motorsport | 16      | 5          | 0  | 1  | 10     | 102    | 2       |
| 2005/2006 | A1 Grand Prix                              | Team Ireland          | 6       | 0          | 0  | 0  | 0      | 68     | 8       |
| 2006      | Brytyjski Puchar Porsche Carrera           | Porsche Motorsport    | 2       | 0          | 0  | 0  | 1      | 0      | NS†     |
| 2006/2007 | A1 Grand Prix                              | Team Ireland          | 8       | 0          | 0  | 0  | 0      | 8      | 19      |
| 2007      | Międzynarodowa Seria Brytyjskiej Formuły 3 | Ultimate Motorsport   | 22      | 0          | 0  | 0  | 1      | 54     | 12      |
| 2007      | Formuła 3 Euro Series                      | Ultimate Motorsport   | 2       | 0          | 0  | 0  | 0      | 0      | NS†     |
| 2007      | Masters of Formula 3                       | Ultimate Motorsport   | 1       | 0          | 0  | 0  | 0      | N/A    | NS      |
| 2008      | Międzynarodowa Seria Brytyjskiej Formuły 3 | Ultimate Motorsport   | 20      | 2          | 1  | 0  | 2      | 91     | 8       |
| 2008      | Masters of Formula 3                       | Ultimate Motorsport   | 1       | 0          | 0  | 0  | 0      | N/A    | 12      |